# Olga Oleinik
Olga Arsenievna Oleinik (russe : О́льга Арсе́ньевна Оле́йник ; 2 juillet 1925 - 13 octobre 2001) est une mathématicienne soviétique qui a mené des travaux pionniers sur la théorie des équations aux dérivées partielles, la théorie des milieux élastiques fortement inhomogènes et la théorie mathématique des couches limites.

## Formation et carrière
Olga Oleinik est née en 1925 dans une petite ville d'Ukraine. Elle obtient son doctorat en 1955 sous la direction d'Ivan Petrovski, avec une thèse sur la topologie des courbes algébriques réelles sur les surfaces algébriques. Elle étudie et travaille à l'Université d'État de Moscou.

## Prix et distinctions
Elle reçoit de nombreux prix pour ses contributions remarquables : le prix Chebotarev en 1952; le prix d'État en 1988; le prix Petrowsky en 1995 ; et le prix de l'Académie des sciences de Russie en 1995. En 1996, elle est conférencière Noether. En 1970, elle est conférencière invitée au congrès international des mathématiciens à Nice avec une conférence intitulée « On linear second order equations with non negative characteristic form », puis en 1962 à Stockholm (« On the equations of a boundary layer »).
Elle a également été membre de plusieurs académies de sciences étrangères : Membre de la Royal Society of Edinburgh, Académie des Lyncéens, Académie des sciences de Russie (1990), Académie des sciences de Saxe (1988).
Elle a reçu plusieurs diplômes honorifiques. Le 2 mai 1985, l'Université de Rome « La Sapienza », conjointement avec Fritz John, a décerné le laurea honoris causa à Olga Oleinik.

## Travaux
Elle est l’autrice de plus 400 publications mathématiques, dont 8 monographies, seule ou en collaboration avec plus de 150 co-auteurs et co-autrices . Ses travaux relèvent de divers domaines des mathématiques, aussi bien théoriques qu’en lien avec des phénomènes physiques. 
Dans la première décennie de sa carrière, Olga Oleinik contribue à la géométrie algébrique. Ses travaux dans ce domaine théorique portent sur la topologie, c’est-à-dire les propriétés invariantes par déformation, des surfaces algébriques réelles, qui sont les ensembles de points dans l’espace dont les coordonnées {\displaystyle (x,y,z)} vérifient une équation polynomiale {\displaystyle f(x,y,z)=0}. 
La plupart de ses autres travaux concernent les équations aux dérivées partielles. Ce sont des équations dont les inconnues sont des fonctions dépendant de plusieurs variables, comme par exemple la température {\displaystyle T(x,t)} qui dépend de la position {\displaystyle x} dans l’espace et de l’instant {\displaystyle t} auquel on la mesure. Olga Oleinik obtient de nombreux résultats concernant l’analyse de ces équations, c’est-à-dire l’étude mathématique de leurs solutions, qu’on ne sait en général pas calculer mais dont on peut démontrer des propriétés d’existence, d’unicité, de stabilité par rapport à certaines perturbations, de comportement asymptotique en fonction de divers paramètres.
Elle étudie les équations aux dérivées partielles d’un point de vue théorique mais également pour améliorer la compréhension de phénomènes physiques complexes comme la propagation des ondes de choc, la théorie de l'élasticité et celle des couches limites, la modélisation des matériaux poreux. Elle est connue en particulier pour une inégalité permettant de sélectionner les solutions admissibles d’équations aux dérivées partielles hyperboliques, qui servent notamment à modéliser les ondes de choc.
Ses livres dans le domaine de l’élasticité, 
de l’homogénéisation
et des couches limites ont fait date. Elle était aussi une enseignante enthousiaste et très active. Elle a formé de nombreux jeunes scientifiques et supervisé 57 thèses.

## Sélection de publications d'Olga Oleinik
- (ru) « Discontinuous solutions of non-linear differential equations », Uspekhi Matematicheskikh Nauk, vol. 12, no 3,‎ 1957, p. 3-73 (MR 0094541, zbMATH 0080.07701, lire en ligne)
- (ru) « Construction of a generalized solution of the Cauchy problem for a quasi-linear equation of first order by the introduction of "vanishing viscosity », Uspekhi Matematicheskikh Nauk, vol. 14,‎ 1959, p. 159–164 (MR 0117426, zbMATH 0096.06603, lire en ligne)
- (ru) « A method of solution of the general Stefan problem », Doklady Akademii Nauk SSSR, vol. 135,‎ 1960, p. 1050–1057 (zbMATH 0131.09202)
- avec Radkevich, Evgenii V., Second order equations with nonnegative characteristic form, New York and London / Providence, R.I., Plenum Press / AMS (ISBN 978-0-306-30751-5 et 0-306-30751-0, MR 0457907, zbMATH 0217.41502, lire en ligne), pp. vii+259
- (ru) avec Kondratiev, Vladimir Alexandrovitch, « On Korn's inequalities », Comptes rendus hebdomadaires des séances de l'Académie des Sciences, 1: Mathématiques, vol. 308, no 16,‎ 1989, pp. 483–487 (MR 0995908, zbMATH 0698.35067, lire en ligne)
- (en) avec Cioranescu, Doina ; Tronel, Gérard, « On Korn's inequalities for frame type structures and junctions », Comptes rendus hebdomadaires des séances de l'Académie des Sciences, 1: Mathématiques no 9,‎ 1989, pp. 591–596 (MR 1053284, zbMATH 0937.35502)

## Voir également
- Couche limite
- Fonction à variation bornée
- Théorie d'élasticité
- Homogénéisation
- Équation aux dérivées partielles
- Problème de Stefan (en)
- Solutions faibles